# Agersø Mølle
Agersø Mølle er beliggende på øen Agersø ved Stigsnæs. Møllen er opført i 1892 og er en hollandsk vindmølle med galleri. Den består af en firkantet grundmuret undermølle i kampesten og en ottekantet overmølle i træ beklædt med spån. Hatten er løgformet og beklædt med spån. Vingerne har et vingefang på 16 meter og hækværk til sejl. Møllen krøjes manuelt. Den er restaureret i flere tempi og kører ofte på ’’Dansk Mølledag’’ i juni måned. 